# 프로타민
프로타민(영어: protamine)은 작고 아르기닌이 풍부한 핵 단백질로, 정자형성의 단배체 단계 후반에 히스톤을 대체하며 정자 머리 응축과 DNA 안정화에 필수적인 것으로 여겨진다. 이들은 히스톤보다 정자에서 DNA를 더 조밀하게 압축할 수 있지만, 유전 정보를 단백질 합성에 사용하려면 먼저 압축을 풀어야 한다. 그러나 정자 유전체의 일부는 히스톤(사람과 다른 영장류의 경우 10~15%)에 의해 패키지되어 있으며, 이는 초기 배아 발생의 필수적인 유전자와 결합하는 것으로 생각된다.
프로타민과 프로타민 유사(protamine-like, PL) 단백질은 총칭해서 정자 특이적 핵 염기성 단백질(sperm-specific nuclear basic protein, SNBP)이라고 한다. 프로타민 유사 단백질은 구조상 프로타민과 히스톤 H1의 중간생성물이다. 프로타민 유사 단백질의 C-말단 도메인은 척추동물의 프로타민의 전구체일 수 있다.

## 같이 보기
- 후성유전학
- 염색체